# 揚八世 (拿騷-錫根)
揚八世（荷蘭語：Jan VIII，1583年9月29日—1638年7月27日），拿騷-錫根伯爵（天主教分支），揚七世的成員。
1613年，揚八世在家族成員的反對下昄依天主教；因此當他的兄長約翰·恩斯特於1617年去世後，父親揚七世將領地分為三份，讓揚八世與兩個弟弟威廉、約翰·毛里茨分別繼承三分之一。

## 家庭
1618年，揚八世與利涅親王拉摩洛一世的女兒恩尼絲汀·約蘭德（Ernestine Yolande）結婚，兩人共有1子2女：
1. 克拉拉·瑪麗亞（1621年—1695年）
2. 恩尼絲汀·夏洛特（1623年—1668年）
3. 約翰·法蘭斯·戴希德拉圖斯（1627年—1699年）